# أيفوع الجبل (لحج)
ايفوع الجبل هي إحدى قرى الجمهورية اليمنية. تتبع جغرافيا لمحافظة لحج و إداريًا لمديرية القبيطة. يبلغ تعداد سكانها 3392 نسمة حسب الإحصاء الذي أجري عام 2004.